# Cheilanthes chipinquensis
Cheilanthes chipinquensis là một loài thực vật có mạch trong họ Adiantaceae. Loài này được Knobloch & Lellinger miêu tả khoa học đầu tiên năm 1968.